# Claudia Grigorescu
Claudia Laura Grigorescu, po mężu Vanță (ur. 6 stycznia 1968 w Bukareszcie w Bukareszcie) – rumuńska florecistka, brązowa medalistka olimpijska i wielokrotna medalistka mistrzostw świata. 
Na igrzyskach olimpijskich w Barcelonie w 1992 roku reprezentacja Rumunii w składzie: Reka Szabo, Claudia Grigorescu, Elisabeta Tufan, Laura Badea i Roxana Dumitrescu zdobyła drużynowo brązowy medal. Zajęła tam także dwunaste miejsce indywidualnie. Były to jej jedyne starty olimpijskie.
Podczas mistrzostw świata w Lozannie w 1987 roku razem z Elisabettą Tufan, Reką Szabo, Georgetą Becą i Rozalią Husti zdobyła srebrny medal w turnieju drużynowym. W konkurencji tej Rumunki z Grigorescu w składzie zdobywały następnie złoty medal na mistrzostwach świata w Atenach (1994) oraz brązowe podczas mistrzostw świata w Essen (1993), mistrzostw świata w Hadze (1995) i mistrzostw świata w La Chaux-de-Fonds (1998). Ponadto na mistrzostwach świata w Budapeszcie w 1991 roku zdobyła indywidualnie srebrny medal, przegrywając w finale z Włoszką Giovanną Trillini.